# Aufstand von Maria da Fonte

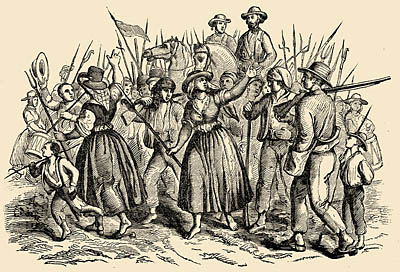
Maria da Fonte.

Mit dem Aufstand von Maria da Fonte wird in der portugiesischen Geschichte eine im Frühjahr 1846 beginnende Volkserhebung bezeichnet, die sich vor allem gegen die unpopuläre und diktatorisch regierende Regierung von António Bernardo da Costa Cabral, Markgraf von Tomar, richtete. Portugal war zu diesem Zeitpunkt politisch zwischen Anhängern der eher linksgerichteten Setembristen und der konservativen Cartisten zersplittert, letztere hatten 1842 gewaltsam die Macht an sich gerissen und regierten mit Unterstützung der Königin das Land diktatorisch. Eine Reihe von Maßnahmen der cartistischen Regierung (neue Wehrpflicht- und Steuergesetze, Verbot Verstorbene in Kirchengebäuden zu begraben) führten schließlich zum Aufstand, an dessen Spitze sich eine Bäuerin namens Maria aus dem Ort Fontarcada setzte, die schließlich dem Aufstand ihren Namen gab.
Der Aufstand begann im Norden in der Provinz Minho wegen einer scheinbaren Kleinigkeit. Seit dem 28. September 1844 untersagte ein Regierungsdekret aus Hygienegründen das Begräbnis Verstorbener in Kirchen und Kapellen. Diese sollten zukünftig auf Friedhöfen beerdigt werden. Überdies wurde eine Gebühr für die Erstellung einer Sterbeurkunde fällig. Im März 1846 versuchte der örtliche Magistrat diese Regelung, die anfänglich weitgehend ignoriert worden war, im Fall der kürzlich verstorbenen Custódia Teresa umzusetzen. Dies brachte deren Angehörige und Nachbarn auf die Barrikaden, weil sie der Meinung waren, die Toten seien außerhalb kirchlicher Mauern ungeschützt. Eine von der erwähnten Bäuerin Maria angeführte Frauenschar zwang einen lokalen Geistlichen, die Verstorbene in der Kapelle von Simães beizusetzen. Die Revolte breitete sich schnell im Rest des Landes aus. Königin Maria II., vom Ausmaß des Aufstandes erschreckt, sah sich gezwungen, am 20. Mai 1846 ihren Günstling Tomar zu entlassen und durch den liberaleren Herzog von Palmela zu ersetzen, was zunächst zu einem Abschwellen des Aufstandes führte. Als die Königin Palmela dann jedoch handstreichartig durch den konservativen Herzog von Saldanha am 6. Oktober 1846 ersetzte, flammte der Aufstand erneut auf und weitete sich zum Miguelistenkrieg, dem sogenannten Patuleia, einem achtmonatigen Bürgerkrieg, aus. Die Konservativen konnten diesen nur dank Intervention ausländischer Truppen der Quadrupelallianz von London gewinnen.